# Liste der Arbeitslager in Henan
Umerziehung durch Arbeit ist ein System von Arbeitslagern der Volksrepublik China. Diese Liste führt solche Arbeitslager in der Provinz Henan auf.
| Name                                          | Unternehmensname                                                                                      | Stadt/Kreis/Distrikt      | Dorf/Stadt                    | Gründungsjahr | Bemerkungen                                                                                  |
| --------------------------------------------- | --- | ------------------------- | ----------------------------- | ------------- | -------------------------------------------------------------------------------------------- |
| Umerziehung durch Arbeit Anyang               | Farm Longquan                                                                                         | Anyang                    |                               |               |                                                                                              |
| Umerziehung durch Arbeit Baimiao              | Elektrische-Kontrolle-Fabrik Tongyong, Fabrik für Ausrüstung zum Feuerlöschen mit Gas Zhengzhou Gerui | Zhengzhou                 |                               |               | Ursprünglich ein Arbeitsreformdetachment, wurde in den 1980ern eine Umerziehung durch Arbeit |
| Umerziehung durch Arbeit Haobi                | | Haobi                     |                               | 1979          | Kohleabbau                                                                                   |
| Umerziehung durch Arbeit Huangheqiao          | | Luoyang                   |                               | 1981          | Hielt 1983 viele religiöse Gefangene                                                         |
| Umerziehung durch Arbeit Jiaozuo              | | Jiaozuo                   |                               | 1979          |                                                                                              |
| Umerziehung durch Arbeit Kaifeng              | | Kaifeng                   |                               |               |                                                                                              |
| Umerziehung durch Arbeit Leihe                | | Leihe                     |                               |               |                                                                                              |
| Umerziehung durch Arbeit Luoyang              | Kranfabrik Chunhui                                                                                    | Luoyang                   |                               | 1979          | Eine Ziegelei ist vorhanden.                                                                 |
| Umerziehung durch Arbeit Nanyang              | Steinbruch Pushan                                                                                     | Nanyang                   |                               |               | Eine Ziegelei ist vorhanden.                                                                 |
| Umerziehung durch Arbeit Pingdingshan         | | Pingdingshan              |                               | 1986          | Fusion von Umerziehung durch Arbeit Bailou und Umerziehung durch Arbeit Yaomeng              |
| Umerziehung durch Arbeit Provinz Henan Nr. 1  | | Zhengzhou                 |                               |               | Auch weibliche Gefangene vorhanden                                                           |
| Umerziehung durch Arbeit Provinz Henan Nr. 2  | Farm Xinhe; Kunststeinfabrik Henan Ruyang sowie eine weitere Fabrik                                   |                           |                               | 1952          | 1 km westlich des Dorfes Da'an, Kreis Ruyang, Luoyang                                        |
| Umerziehung durch Arbeit Provinz Henan Nr. 3  | Farm Baitiaohe                                                                                        | Vororte der Stadt Xuchang |                               |               | Auch Umerziehung durch Arbeit Xuchang genannt                                                |
| Umerziehung durch Arbeit Puyang               | | Puyang                    |                               | 1985          |                                                                                              |
| Umerziehung durch Arbeit Qiliyan              | Schleifmittelfabrik Zhengzhou Jinhua; Druck- und Bindungstochterfabrik                                | Zhengzhou                 |                               |               |                                                                                              |
| Umerziehung durch Arbeit Sanmenxia            | | Sanmenxia                 |                               |               |                                                                                              |
| Umerziehung durch Arbeit Shangqiu             | | Shangqiu                  |                               |               |                                                                                              |
| Umerziehung durch Arbeit der Frauen Shibalihe | | Zhengzhou                 | Shibalihe, Distrikt Guancheng |               | Auch Umerziehung durch Arbeit der Frauen Nr. 1 der Provinz genannt.                          |
| Umerziehung durch Arbeit Shifo                | Allgemeine Hebemaschinenfabrik Zhengzhou Zhongyuan                                                    | Zhengzhou                 |                               |               |                                                                                              |
| Umerziehung durch Arbeit Xinxiang             | | Xinxiang                  |                               | 1979          |                                                                                              |
| Umerziehung durch Arbeit Xinyang              | Umerziehung durch Arbeit Xinyang-Plastikbeutelfabrik                                                  | Xinyang                   |                               | 1981          | Schuhmacherwerkstatt, Plastikbeutelfabrik und Ziegelei vorhanden                             |

## Quelle
- Laogai Handbook (2007–2008). (PDF; 3,5 MB) The Laogai Research Foundation, 2008, abgerufen am 10. Januar 2011.